# Dendroscansor decurvirostris
Dendroscansor decurvirostris — вимерлий вид горобцеподібних птахів родини стрільцевих (Acanthisittidae), що був ендеміком Південного острова у Новій Зеландії та єдиним представником монотипового роду Dendroscansor.

## Опис
Dendroscansor decurvirostris був дрібним птахом з міцними ногами та маленькими крильцями. Його зменшена груднина вказує на нерозвинуті м'язи грудей: імовірно, цей птах був нелітаючим, як і вимерлий південний гонець. Вага птаха оцінюється у 30 г, що робить його важчим за будь-якого нині живого представника родини стільцевих, однак вимерлі представники роду Pachyplichas були важчими за цього. Дзьоб Dendroscansor decurvirostris був довгий і вигнутий, на відміну від всіх інших відомих стрільцевих.

## Поширення і екологія
Вид відомий лише за скам'янілими рештками, знайденими в чотирьох місцях на північному заході Нельсону та у Саутленді. Голотип був знайдений у 1986 році. Імовірно, вид не був поширений на Північному острові та на сході Південного острову. Імовірно, це був найменш поширений вид стільцевих Нової Зеландії. Він жив у високогірних чагарникових заростях, та, можливо, в гірських нотофагових лісах.

## Вимирання
Dendroscansor decurvirostris вимер до прибуття європейців. Імовірно, він вимер незабаром після появи на острові полінезійців та інтродукованих ними малих пацюків.